# جولیان کوپکه
جولیان مارگارت بئات کوپکه (انگلیسی: Juliane Koepcke؛ زادهٔ ۱۰ اکتبر ۱۹۵۴) یک مامالوژیست آلمانی-پرویی است که تخصص اصلی او در مورد خفاش‌ها می‌باشد. او فرزند دو جانورشناس آلمانی به نام‌های ماریا و هانس-ویلهلم کوپکه است و تنها بازمانده سانحه هوایی پرواز ۵۰۸ شرکت هواپیمایی لانسا در سال ۱۹۷۱ محسوب می‌شود. زمانی که هواپیما مورد اصابت صاعقه قرار گرفت، او در حالی که به صندلی خود بسته شده بود از ارتفاع ۳۰۰۰ متری (۱۰۰۰۰ فوتی) سقوط کرد و دچار مصدومیت‌های متعددی از جمله ضربه مغزی، شکستگی ترقوه و پارگی رباط زانو شد. جولیان به مدت ۱۱ روز به تنهایی در جنگل بارانی آمازون پرو زنده ماند تا اینکه با پیدا کردن یک اردوگاه چوب‌بری محلی توانست خود را نجات دهد.

## دوران کودکی و تحصیلات
جولیان کوپکه در ۱۰ اکتبر ۱۹۵۴ در لیما، پرو به دنیا آمد. او تنها فرزند دو جانورشناس آلمانی به نام‌های ماریا (با نام خانوادگی اصلی فون میکولیچ-رادتسکی؛ ۱۹۲۴–۱۹۷۱) و هانس-ویلهلم کوپکه (۱۹۱۴–۲۰۰۰) بود. والدین او در زمان تولدش در موزه تاریخ طبیعی لیما مشغول به کار بودند. در ۱۴ سالگی، جولیان به همراه والدینش لیما را ترک کرد تا ایستگاه تحقیقاتی پانگوانا را در جنگل بارانی آمازون تأسیس کنند، جایی که او مهارت‌های بقا را آموخت. مقامات آموزشی با این وضعیت مخالف بودند و از او خواستند تا برای امتحانات نهایی به مدرسه آلمانی الکساندر فون هومبولت لیما بازگردد، که در ۲۳ دسامبر ۱۹۷۱ از آنجا فارغ‌التحصیل شد.

## سانحه
در ۲۴ دسامبر ۱۹۷۱، تنها یک روز پس از فارغ‌التحصیلی، کوپکه سوار پرواز شماره ۵۰۸ لانسا شد. مادرش ماریا اینیتیالی می‌خواست جولیان در ۱۹ یا ۲۰ دسامبر به پانگوانا بازگردد، اما جولیان اصرار داشت در مراسم فارغ‌التحصیلی خود در لیما در ۲۳ دسامبر شرکت کند. سرانجام ماریا موافقت کرد که برای مراسم بمانند و به جای آن پروازی را برای شب کریسمس رزرو کردند. تمام پروازها کامل بودند به جز پرواز لانسا. هانس-ویلهلم، پدر جولیان، به همسرش هشدار داده بود به دلیل سابقه بد این شرکت هواپیمایی، با آن پرواز نکند. با این حال، بلیط رزرو شد. در میانه پرواز، هواپیما مورد اصابت صاعقه قرار گرفت و شروع به متلاشی شدن کرد قبل از آنکه به سمت زمین سقوط کند. جولیان خود را در حال سقوط از ارتفاع ۳۰۰۰ متری (۱۰۰۰۰ فوتی) به سمت جنگل بارانی آمازون یافت، در حالی که هنوز به ردیف صندلی‌ها بسته شده بود.
کوپکه از سقوط جان سالم به در برد، اما دچار مصدومیت‌هایی از جمله شکستگی ترقوه، بریدگی عمیق در بازوی راست، آسیب چشمی و ضربه مغزی شد. او سپس ۱۱ روز را در جنگل بارانی گذراند که بیشتر آن صرف حرکت در امتداد یک نهر به سمت رودخانه شد. در این مدت، او با نیش حشرات مواجه شد و لارو مگس پاشنه در بازوی آسیب دیده‌اش تخم گذاشت. پس از نه روز، توانست به یک اردوگاه چوب‌بری محلی برسد. چند ساعت بعد، چوب‌برها او را پیدا کردند، روی زخم‌هایش بنزین ریختند (برای کشتن لاروها)، و با قایق به مدت ۱۱ ساعت او را به منطقه مسکونی‌تری منتقل کردند. در نهایت با بالگرد به بیمارستان منتقل شد.
بقای غیرمنتظره کوپکه موضوع بحث‌های بسیاری بوده است. کارشناسان معتقدند او به این دلیل از سقوط جان سالم به در برد که به صندلی پنجره‌ای بسته شده بود که به دو صندلی کناری متصل بود و این مجموعه سه تایی مانند یک چتر نجات یا بالگرد عمل کرد و سرعت سقوط را کاهش داد. همچنین جریان هوای بالارونده از طوفان و شاخ و برگ متراکم درختان در محل فرود ممکن است از شدت ضربه کاسته باشد. به موازات جولیان حدود ۱۴ مسافر دیگر نیز در ابتدا از سقوط جان سالم به در برده بودند، اما در انتظار نجات جان سپردند.